# 迴轉半徑
迴轉半徑是一個物理量。它可以用來計算轉動慣量。當一支力矩作用於一個物體時，物體會依照轉動慣量呈現應有的旋轉運動。物體對於一支直軸或質心的迴轉半徑，是此物體所有粒子，對於此直軸或質心的均方根距離。
物體對於一支直軸的迴轉半徑 {\displaystyle R_{g}\,\!} ，是與對於此直軸的轉動慣量 {\displaystyle I\,\!} 和物體的質量 {\displaystyle M\,\!} 有關。
{\displaystyle R_{g}={\sqrt {\frac {I}{M}}}\,\!} 。

## 參閱
剛體